# Hendrik Croes
Hendrik Seferino Croes (Aruba, 8 januari 1942) is een Arubaanse advocaat en voormalig politicus. Hij was van 1989 tot 1993 minister van Justitie en Sport van Aruba. Daarvoor was hij meermalen minister van de Nederlandse Antillen.

## Beginjaren
Hendrik Croes komt uit een politiek nest. Hij is zoon van Francisco Cornelio Croes en Maria Louisa Croes-Lopez en broer van Betico Croes (1938-1986) en Rudy Croes. Ook is hij oom van de politici Glenbert Croes en Paul Croes en vader van Evelyn Wever-Croes, de zittende premier van Aruba. 
Na de lagere school vertrok hij naar Nederland, waar hij het gymnasium doorliep. In 1968 behaalde hij zijn meestertitel in de rechten aan de Universiteit Leiden. Na terugkomst op Aruba begon hij zijn carrière als advocaat op het kantoor van de heren Wiliemsen en Wix, en zette later zijn eigen kantoor op, samen met Rudy Wever.
Croes was in deze periode maatschappelijk actief, onder meer als secretaris van de avond-HAVO en bestuurslid van de stichting Gehandicapt Kind en van het Arubaanse Wit-Gele Kruis. Op sportgebied was hij lid van de commissie van beroep van de NAVU en de AVB.

## Politiek en Status Aparte
Hendrik Croes werd in 1971 lid van de MEP, doch stelde zich nimmer kandidaat op de MEP-lijst. Vanwege zijn deskundigheid werd hij bij de actieve politiek betrokken en stond hij aan de wieg van de status aparte van Aruba.  

### Nederlandse Antillen en de overgangsfase
In 1973 werd hij benoemd tot Antilliaans minister van Onderwijs en Staatkundige structuur eilandsgebieden in het Kabinet-Evertsz. Onder zijn verantwoordelijkheid viel het op 1 april 1974 ingestelde departement "staatkundige structuur eilandgebieden", dat belast werd met de zorg voor staatkundige decentralisatie. De hervormingen betroffen de overdracht van wetgevende en uitvoerende bevoegdheden aan de eilandgebieden, de geleidelijke uitbouw van de eilandelijke autonomie en de wens van Aruba een rechtstreekse band met Nederland te onderhouden. 

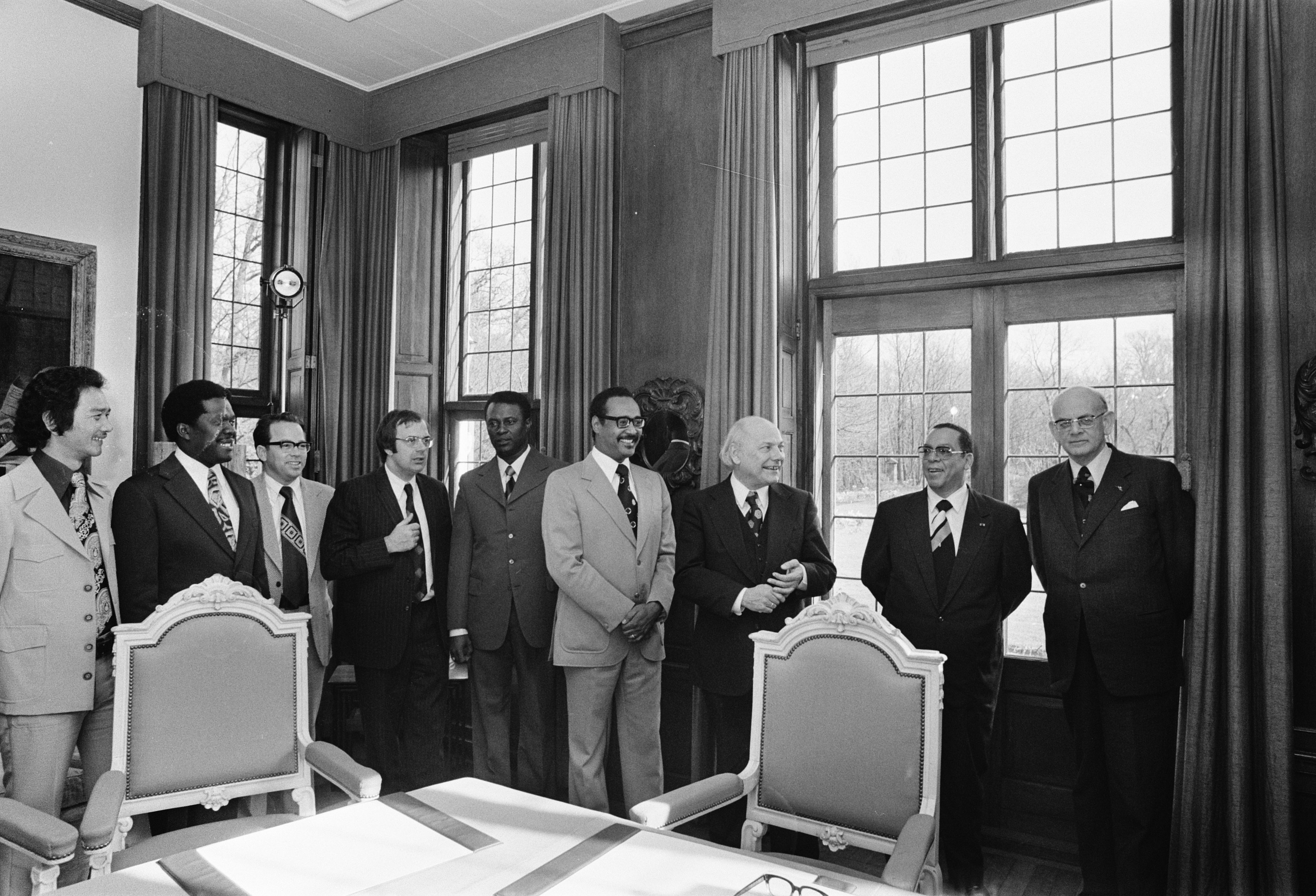
Hendrik Croes (derde van links) tijdens het topberaad Nederland, Suriname en Antillen in het Catshuis, Den Haag, 17 maart 1975

 Begin 1975 publiceerde het departement het Witboek over de Status Aparte, een handleiding bij de besprekingen over de staatkundige toekomst van Aruba. In verband met het uittreden van Aruba uit het Antilliaans staatsrechtelijk verband werd Croes later in 1975 voorzitter van de door het Arubaanse bestuurscollege geïnstalleerde grondwetscommissie. Hij voerde vervolgens, samen met de MEP-ministers Watty Vos en Efraim de Kort doch buiten het kabinet om, besprekingen in het buitenland over een status aparte van Aruba. Dit incident leidde tot het kabinetsbesluit van 13 december 1975 om de MEP-ministers hun portefeuille te ontnemen. Croes stapte echter pas op 29 december 1975 op na een motie van wantrouwen van de Staten van de Nederlandse Antillen.
Croes werd wederom in 1979 benoemd tot minister van Justitie en Staatkundige Structuur in het eerste kabinet Martina. Hij trad af op 7 september 1981 toen de MEP haar steun aan het kabinet Martina I opzegde. Aanleiding was het uitblijven van overeenstemming over de verdeelsteutel tussen land en eiland van toekomstige olierijkdommen, het zogenoemde Petroleum-protocol. Op voordracht van de MEP werd hij in 1982 als Aruba-lid aangesteld in de gemengde Commissie van Zeven onder voorzitterschap van Barend Biesheuvel. De commissie had tot taak de mogelijkheden voor en gevolgen van onafhankelijkheid van Aruba te onderzoeken.
Op 25 september 1984 werd Croes beëdigd als minister van Staatkundige Structuur Antillen van Zes in het eerste kabinet Liberia-Peters. Naast zijn eigen portefeuille behartigde hij gedurende enige tijd ook de portefeuille van onderwijs. Hij trad af als minister per 1 januari 1986, de ingangsdatum van de Arubaanse status aparte.

### Aruba na 1 januari 1986
Met het ingaan van de status aparte op 1 januari 1986 maakte de MEP geen deel uit van het eerste Arubaans kabinet. Na de verkiezingen van 1989 nam de MEP-leider, Nelson Oduber, het roer over en werd Croes tot minister van Justitie en Sport benoemd. Aanvankelijk richtte het kabinet zich op de voorbereidingen voor de onafhankelijkheid van Aruba in 1996, zoals was vastgelegd in artikel 62 Statuut. Echter in juli 1990 bereikten premier Oduber en minister Hirsch Ballin een akkoord voor behoud van de status aparte voor Aruba, waaraan de Tweede Kamer in 1995 haar goedkeuring verleende. In 1993 met het aantreden van het tweede kabinet Oduber werd Croes opgevolgd door zijn broer Rudy Croes. Hierna keerde hij zoals gebruikelijk na beëindiging van zijn vorige politieke ambten, terug als senior partner in de advokatenpraktijk Croes & Wever, later hernoemd "vennoten Croes Wever Ruiz". In 2021 neemt hij afscheid van de praktijk.